# 三华李
三华李是中国李的一种，最早因在广东省翁源县三华镇种植而得名，是翁源县目前有名的的特色水果，其种植历史可上溯到五百年前的明朝嘉靖年间。
三华李成熟期在6月份，肉质鲜红，松脆爽口，果味清甜，无涩味，史有“岭南夏令果王”的称号。三华李品种有大蜜李、鸡麻李、小蜜李等。
2010年代左右开始，广东信宜钱排三华李品牌经营出色，品牌价值一路水涨船高。钱排三华李品牌带动了钱排镇及其周边的经济。

## 相关链接
广东农业信息网——翁源三华李